# Yoshiyuki Miyake
Yoshiyuki Miyake (jap. 三宅 義行 Miyake Yoshiyuki; ur. 30 września 1945 w Muracie) – japoński sztangista. Brązowy medalista olimpijski z Meksyku.
Zawody w 1968 były jego jedynymi igrzyskami olimpijskimi. Zajął trzecie miejsce w wadze do 60 kilogramów. Miyake wywalczył jednocześnie medal mistrzostw świata. Był także mistrzem świata w 1969 i 1971, brązowym medalista tej imprezy w 1965 i 1966. Zdobył złoto igrzysk azjatyckich w 1970. Także w 1970 został przyłapany na stosowaniu dopingu
Sztangistami i medalistami olimpijskimi byli również jego brat Yoshinobu oraz córka Hiromi.